# ベル・ボロコフ
ベル・ボロコフ（英語: Dov Ber Borochov、ロシア語: Дов-Бер Борохов、ヘブライ語: דב בר בורוכוב、1881年7月3日 - 1917年12月17日）彼はシオニスト・ マルクス主義の主義者であり、労働シオニズム運動の創設者の一人である。
彼は、第一次世界大戦中にイギリス軍内で戦ったユダヤ軍団 (en) の結成において、ゼエヴ・ジャボチンスキーとヨセフ・トルンペルドール (en) を支援した。 彼はイディッシュ語の研究のパイオニアでもある。